# Ford Sweepstakes

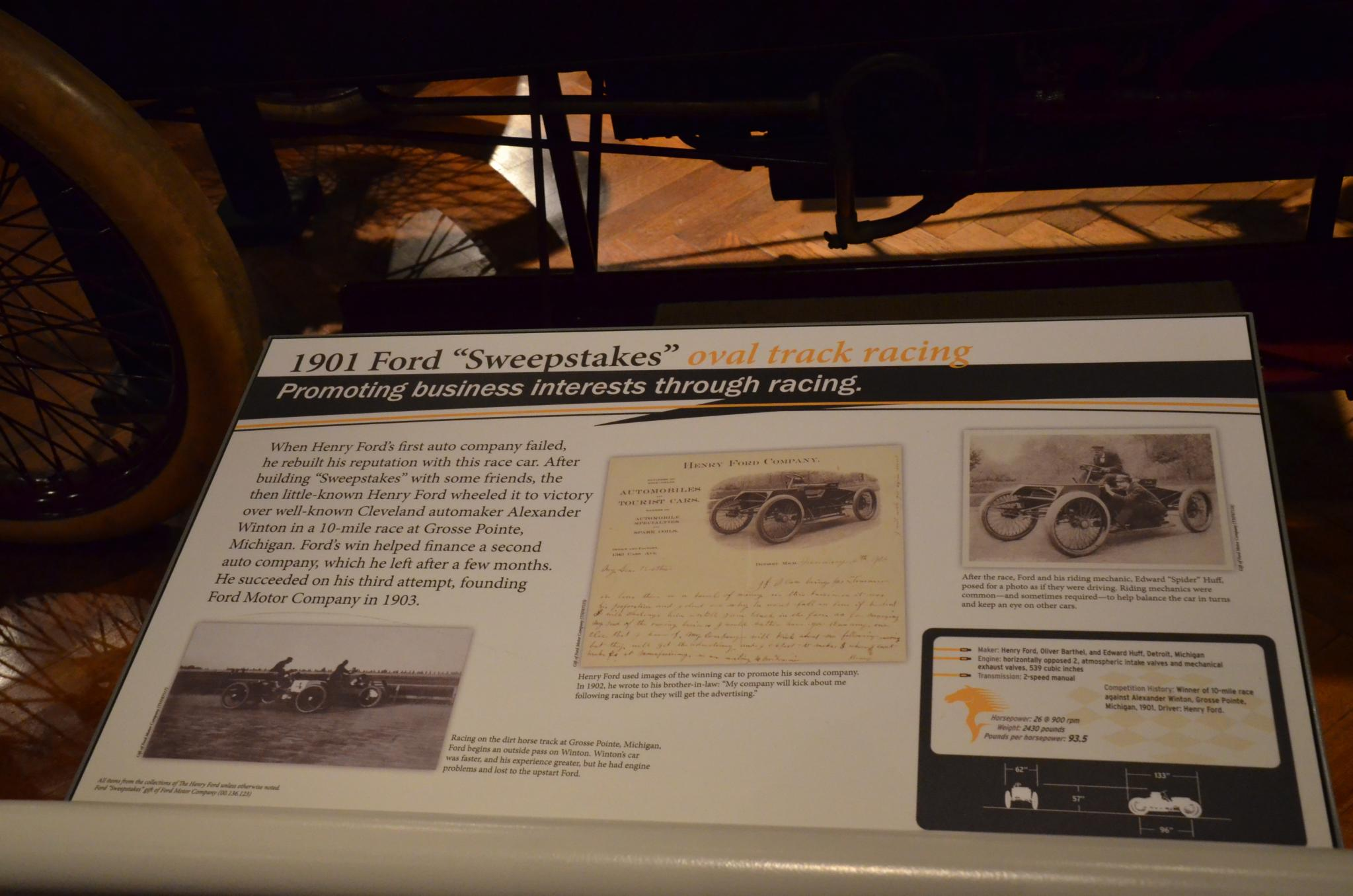
Angaben aus dem Henry Ford Museum

Ford Sweepstakes ist ein Rennwagen. Hersteller war die Henry Ford Company.

## Beschreibung
Henry Ford und sein Team stellte das Fahrzeug als Einzelstück zwischen Mai und Juli 1901 her. Dazu gehörten Oliver Barthel, Ed Huff, Charlie Mitchell, George Wettrick und Ed Vanderlinden.
Das Fahrzeug hat einen Zweizylinder-Boxermotor. Angegeben sind sowohl 8833 cm³ Hubraum als auch 8,2 Liter Hubraum. Einige Quellen geben jeweils 7 Zoll (177,8 mm) Bohrung und Hub an, was rechnerisch 8829 cm³ Hubraum ergibt. Der wassergekühlte Motor leistet entweder etwa 26 PS oder 40 bis 50 PS. Er ist als Mittelmotor in Fahrzeugmitte eingebaut und treibt über ein Zweiganggetriebe und eine Kette die Hinterachse an.
Das Fahrgestell hat 2438 mm Radstand und 1422 mm Spurweite. Als Leergewicht sind etwa 1000 kg angegeben, allerdings gibt es auch einen Hinweis auf 1102 kg. Das Fahrzeug ist 3378 mm lang, 1575 mm breit und 1448 mm hoch.

## Rennen
Das Fahrzeug wurde beim Sweepstakes-Rennen in Grosse Pointe am 10. Oktober 1901 eingesetzt. Obwohl es 17 Nennungen gab, erschienen nur drei Fahrzeuge am Start. Eines schied sofort aus. Übrig blieben der Favorit Alexander Winton auf Winton und der Ford Sweepstakes.
Das Rennen ging über zehn Meilen. Der Ford gewann. Die Durchschnittsgeschwindigkeit lag bei über 72 km/h.
William C. Rands kaufte das Fahrzeug im März 1902 und setzte es mit dem Fahrer Harry Cunningham noch bei einigen Rennen ein. In den 1930er Jahren kaufte die Ford Motor Company das Fahrzeug zurück. 2001 wurden zwei Nachbauten angefertigt.